# Josef Steurer
Josef Steurer (* 24. August 1927 in München; † 11. April 2010 in Lindau (Bodensee)) war ein deutscher Kommunalpolitiker.
Steuer war von 1964 bis 1988 als Parteiloser Oberbürgermeister der Stadt Lindau (Bodensee). In seine Amtszeit fallen die Einrichtung der Fußgängerzone und der Bau der Inselhalle. Die Interessen der Stadt vertrat er zudem von 1972 bis 1990 im Kreistag des Landkreises Lindau (Bodensee).
Daneben war er Mitbegründer der Gasversorgung Oberschwaben, Mitglied im Vorstand des Bayerischen Sparkassen- und Giroverbandes und im Präsidium des Deutschen Städtetages.

## Ehrungen
- 23. März 1988: Ehrenbürger der Stadt Lindau (Bodensee)
- Verdienstkreuz 1. Klasse der Bundesrepublik Deutschland
- Europa-Verdienstmedaille in Silber
- Kommunale Verdienstmedaille in Silber